# Rocky III.
A Rocky III. 1982-ben bemutatott amerikai sportdráma, a hat filmből álló Rocky-sorozat harmadik része. A filmet Sylvester Stallone írta és rendezte, aki immár harmadik alkalommal játssza el a bokszoló Rocky Balboa szerepét. A korábbi részekből szerepel még Carl Weathers, Talia Shire, Burt Young, Burgess Meredith és Tony Burton. Új szereplőként feltűnik Mr. T és a pankrátor Hulk Hogan.
A cselekmény három évvel azután játszódik, hogy Rocky Balboa a korábbi nehézsúlyú bajnok, Apollo Creed legyőzésével megszerezte a világbajnoki címet és nagy hírnévre, valamint mesés gazdagságra tett szert. Hamarosan azonban felbukkan Clubber Lang (Mr. T), egy agresszív, fekete bokszoló, akinek Rocky címére fáj a foga.
A Rocky III. összességében pozitív kritikákat kapott, és jegyeladások terén is jól teljesített, az 1982-es év negyedik legjövedelmezőbb filmje lett. A film főcímdala, a Survivor együttes Eye Of The Tiger című zeneszáma Oscar-jelölést kapott Legjobb eredeti betétdal-kategóriában.

## Cselekmény
A film Rocky Balboa és Apollo Creed második összecsapásának felidézésével kezdődik, melynek során Rocky a 15. menetben kiüti ellenfelét és megnyeri a nehézsúlyú világbajnoki címet. Ezután egy összeállításból kiderül, mi történt az Olasz Csődörrel az azóta eltelt néhány évben: Balboa egymás után tíz alkalommal védte meg címét, egyre nagyobb hírnévre és gazdagságra téve szert (magazinok címlapján, televíziós műsorokban és reklámokban is szerepel), valamint a nevével ellátott termékek is piacra kerültek. Ezzel egy időben egy kíméletlen bokszoló, James „Clubber” Lang (Mr. T) érkezik Philadelphiába, aki ellenfeleinek brutális kiütésével egyre magasabbra kerül a ranglétrán, mígnem ő lesz a bajnok első számú trónkövetelője. Rocky eközben igyekszik rendezni kapcsolatát sógorával (Burt Young), aki féltékeny a férfi sikereire és úgy érzi, Balboának a fejébe szállt a dicsőség és elfeledkezett róla. Később a bokszoló egy jótékonysági mérkőzésen vesz részt, ahol a pankrátor világbajnok Mennydörgéssel (Hulk Hogan) áll ki egy barátságosnak induló, de aztán eldurvuló találkozón.
Philadelphiában ünnepséget rendeznek Rocky számára, ahol lelepleznek egy róla mintázott szobrot. Itt Balboa közli az egybegyűltekkel, hogy a visszavonulást tervezi, de ekkor a tömegben tartózkodó Lang kihívja őt és a bajnok sértegetésével sikerül elérnie, hogy Rocky felvegye a kesztyűt. Legnagyobb meglepetésére azonban edzője (Burgess Meredith) hallani sem akar erről és elviharzik a helyszínről. Hazatérve Rocky kérdőre vonja Mickeyt, aki elismeri a tényt, miszerint tanítványa eddigi kihívói úgy lettek kiválasztva (az idős mester szavait idézve: „Jó bunyósok voltak, de nem voltak gyilkosok, mint Lang”), hogy az Apollóval való meccseken szerzett súlyos sérülések ellenére megőrizhesse az egészségét és bajnoki címét is. Mickey azt is elárulja, hogy Rocky – Cluberrel ellentétben – a világbajnoki cím elnyerése óta nincs kiéhezve a győzelemre, így esélye sincs Lang ellen. Balboának végül nagy nehezen sikerül meggyőznie edzőjét, hogy még egyszer készítse fel őt egy utolsó csatára, de közel sem veszi olyan komolyan a felkészülést, mint a mindenre elszánt Clubber.
A két sportoló 1981. augusztus 15-én méri össze erejét, a viadal előtt azonban Mickey szívrohamot kap és az öltözőben marad (mivel a meccs végéig nem hajlandó kórházba menni), így az edzője egészségi állapotáért aggódó Rocky nem tud a mérkőzésre koncentrálni. Az összecsapáson vendégként részt vesz a korábbi nehézsúlyú világbajnok, Apollo Creed is, majd ringbe is lép, hogy köszöntse a két szemben álló felet. Clubber durván elutasítja a szerinte vesztes Apollo kézfogását. Miután a nála sokkal erősebb Clubber a második menetben kiüti, Rockynak nincs szíve közölni haldokló edzőjével a vereség tényét, így Mickey abban a tudatban hal meg, hogy tanítványa győzött.
A temetés után Rocky meglátogatja Mickey régi edzőtermét, ahol Apollo vár rá. Korábbi ellenfele felajánlja neki, hogy mestere, Tony „Duke” Evers (Tony Burton) segítségével felkészíti őt egy visszavágóra Clubber ellen, melyet végül az Olasz Csődör nagy nehezen elfogad. Apollo, Rocky, Paulie és Rocky felesége, Adrian (Talia Shire) Los Angeles egyik szegénynegyedébe utazik, abba az edzőterembe, ahonnan annak idején Creed is elindult. Eleinte az önbizalmát vesztett Balboát túlságosan kísérti a vereség emléke és a Mickey halála miatt érzett bűntudata, így ahelyett, hogy szívvel-lélekkel edzene, majdnem feladja a küzdelmet. Adriannek azonban sikerül lelket öntenie belé, így Rocky keményebb edzésbe kezd és eltanulja Apollo technikáit. A felkészülés végére szoros barátság alakul ki közte és egykori riválisa között.
A visszavágót 1982. január 12-én tartják a New York-i Madison Square Gardenben. Noha a szakkommentátorok szerint csekély esélye van a visszatérésre, Rocky az első menetben mindenkit meglep, amikor az Apollótól tanult, könnyed stílusban bokszol és az összezavarodott Clubber szinte hozzá sem tud érni. A második menetben aztán Lang kerül fölénybe és többször is padlóra küldi Rockyt. Balboa az eset után veszélyes taktikát választ: szándékosan hagyja, hogy Clubber megüsse őt, miközben sértegetni kezdi ellenfelét, amiért az képtelen kiütni. A harmadik menetre a gyors KO-győzelmekhez szokott Clubber kifárad, így Rocky elsöprő erejű támadásba lendül. Kiüti Langet, visszanyerve ezzel a világbajnoki címet, valamint az önbecsülését is.
A film végén Apollo elárulja barátjának, hogy mit kér a felkészítésért cserébe: egy harmadik, ezúttal privát jellegű bokszmérkőzést kettejük között, amelyre Mickey edzőtermében kerül sor.

## Szereplők
| Színész            | Szerep                    | Magyar hang    |
| ------------------ | ------------------------- | -------------- |
| Sylvester Stallone | Rocky Balboa              | Kálid Artúr    |
| Talia Shire        | Adrian Balboa (Pennino)   | Kocsis Judit   |
| Burt Young         | Paulie Pennino            | Kerekes József |
| Carl Weathers      | Apollo Creed              | Háda János     |
| Burgess Meredith   | Mickey Goldmill           | Makay Sándor   |
| Tony Burton        | Tony „Duke” Evers         | Szűcs Sándor   |
| Mr. T              | Clubber Lang              | Both András    |
| Hulk Hogan         | Mennydörgés (Thunderlips) | Salinger Gábor |

Mr. T számára ez volt az első filmes szerep, mielőtt bekerült volna a Szupercsapat című sorozatba. Clubber szerepére Stallone eredetileg az ökölvívó Earnie Shaverst szánta, de miután a meghallgatáson a színész arra kérte őt, hogy a hiteles alakítás kedvéért teljes erőből üsse meg, Shavers úgy kiütötte Stallone-t, hogy a szerepet inkább más kapta meg. A profi birkózó, Terry „Hulk Hogan” Bollea is ezzel a filmmel debütált; Hogan a pankrátor Mennydörgést alakítja.
Stallone első felesége, Sasha Czack is szerepel a filmben, mint statiszta. Ő az a szőke hajú nő, aki edzés közben puszit ad a Clubber elleni első mérkőzésre készülő Rockynak.
Észrevehető, hogy Rocky kutyája, Butkus már nem szerepel a többi részben. Ez azért volt, mert a kutya a forgatás előtt elpusztult. Stallone-t lesújtotta a tragédia, ezért úgy döntött, nem szerepeltet többé kutyát filmjeiben. 24 évvel később, a Rocky Balboa forgatásán meggondolta magát.

## Fogadtatás
A Rocky III. megosztotta a kritikusokat, de inkább volt pozitív a fogadtatása. Az Internet Movie Database honlapon 10-ből 6.1 pontot kapott, míg a Rotten Tomatoes olvasói 67%-ra értékelték. A film az Amerikai Egyesült Államokban összesen 125 millió dollár bevételt hozott.
Az első rész után a Rocky-sorozatból csak ezt a filmet jelölték Oscar-díjra, a Legjobb eredeti betétdal-kategóriában („Eye Of The Tiger”), míg Mr. T alakításáért Arany Málna díj jelölést kapott.

## Érdekességek
- Stallone 1981-ben megbízta A. Thomas Schomberg szobrászművészt, hogy készítsen egy Rocky-szobrot, amit aztán „ROCKY”-nak neveztek el. Schomberg három, egyenként körülbelül két és fél méter magas, 900 kilogramm súlyú szobrot gyártott, az egyiket a Philadelphia Szépművészeti Múzeum (Philadelphia Museum of Art) lépcsőjének tetején helyezték el, a film forgatásának idejére. A film elkészülte után Stallone a múzeumnak ajándékozta a szobrot, de emiatt heves vita tört ki a városban; mivel sokan nem műalkotást, hanem csupán filmes kelléket láttak a tárgyban, és szerintük az nem igazán illett a múzeum látképéhez. Ezért a szobrot a Wachovia Spectrumban helyezték el, Dél-Philadelphiában. Később a Rocky V forgatásán az alkotást ismét visszavitték a múzeumhoz, de mikor befejezték a filmet, a szobor újra visszakerült a Wachovia Spectrumba. Legutoljára 2006. szeptember 8-án helyezték vissza a múzeumhoz, az eredeti Rocky-film bemutatásának harmincéves évfordulóján.[12]
- Abban a jelenetben, mikor az Olasz Csődör edzés közben visszaemlékezik a Clubber Lang elleni vereségére, Rocky az amerikai zászlós nadrágot viseli, holott azt csak a visszavágó meccs előtt kapta Apollótól.
- Ez az egyetlen Rocky-film, amiben nem szerepel a sajtókonferencia a két ellenfél közt és a küzdő felek nem bokszolják végig az összes menetet. Szintén ez az egyetlen olyan rész, ahol Rockyt kiütik; az első és a hatodik részben Rocky pontozással veszít, a Rocky V-ben pedig egy utcai verekedés látható.
- A filmben szerepel egy 1979-es felvétel, amiben Stallone a Muppet Showban vendégeskedik. Ezt felhasználták a filmben, ahol Stallone már Rockyként jelenik meg.
- A filmek idővonala némileg zavaros: Az első Rocky-film (amely 1976-ban készült) 1975-ben játszódik, a meccs pedig 1976. január 1-jén zajlik – a Rocky II. (1979) eseményei szintén 1976-ra tehetőek. Amikor a harmadik részben Mickey meghal, a sírkövén 1981 szerepel; viszont ebben a filmben elhangzik, hogy 3 évvel járunk a Rocky II. eseményei után, annak ellenére, hogy logikusan 5 évnek kellett volna eltelnie. Az első részben Rocky edzője, Mickey azt mondja magáról, hogy 76 éves, így logikusan 1899-ben kellett születnie, ennek ellenére a Rocky III.-ban a sírkövére az van írva, hogy 1905-ös születésű. Az első részben azt állítják Rockyról, hogy 1945-ben született, így a Rocky III-ban 36 évesnek kellene lennie, de őt mégis 34 évesnek említik. Az idővonal zavarossága a negyedik és ötödik részben válik egyértelművé, ahol úgy látszik, hogy a karakterek (különösen Rocky fia) 3-4 évet öregednek, annak ellenére, hogy a cselekmény folyamatosan zajlik.

## Fordítás
- Ez a szócikk részben vagy egészben  a   Rocky III című angol Wikipédia-szócikk fordításán alapul.  Az eredeti cikk szerkesztőit annak laptörténete sorolja fel. Ez a jelzés csupán a megfogalmazás eredetét és a szerzői jogokat jelzi, nem szolgál a cikkben szereplő információk forrásmegjelöléseként.